# Districtul Nam Pat
Nam Pat (în thailandeză น้ำปาด) este un district (Amphoe) din provincia Uttaradit, Thailanda, cu o populație de 36.950 de locuitori și o suprafață de 1.448,711 km².